# Balconies Trail
Le Balconies Trail est un sentier de randonnée américain situé dans le comté de San Benito, en Californie. Protégé au sein du parc national des Pinnacles, il parcourt une partie du chaînon Gabilan.